# The Awakening
The Awakening — шостий студійний альбом німецького металкор-гурту Caliban, випущений у Німеччині 25 травня, 2007 року. Альбом потрапив на 36-те місце у німецьких чартах. Випущено обмежену Digipak версію з бонусним патчом.

## Композиції
1. «I Will Never Let You Down» — 3:33
2. «Let Go» — 3:58
3. «Another Cold Day» — 4:34
4. «My Time Has Come» — 3:41
5. «Life Is Too Short» — 3:42
6. «Give Me a Reason» — 3:55
7. «Stop Running» — 3:18
8. «The Awakening» — 3:53
9. «I Believe…» — 3:20
10. «Rise And Fight» — 3:37
11. «Nowhere To Run, No Place To Hide» — 3:38
12. «I'll Show No Fear» — 3:29
13. «See The Falling Sky» — 5:07 (японська бонус-пісня з Андерсом Фріденом з In Flames)

## Персонал
- Андреас Дйорнер (Andreas Dörner) — вокаліст
- Деніс Шмідт (Denis Schmidt) — гітарист, вокаліст
- Марк Гйортц (Marc Görtz) — гітарист
- Марко Шаллер (Marco Schaller) — басист
- Патрік Грюн (Patrick Grün) — барабанщик

### Додатковий персонал
- Бенні Ріхтер (Benny Richter) — продюсер
- Марк Гйортц (Marc Görtz) — співпродюсер
- Адам Дуткіевіч (Adam Dutkiewicz) — мікс
- Марк Гйортц (Marc Görtz) — музика
- Андреас Дьорнер (Andreas Dörner) — лірика
- Бенні Ріхтер (Benny Richter) — клавіатура і зразки
- Боні Фертігменш (Bony Fertigmensch) — додаткова бас-гітара

| Диск | Це незавершена стаття про музичний альбом. Ви можете допомогти проєкту, виправивши або дописавши її. |